# Korkeasaari (ö i Finland, Norra Karelen, Joensuu, lat 62,47, long 29,57)
Korkeasaari är en ö i Finland. Den ligger i sjön Pyhäselkä och i kommunen Libelits i den ekonomiska regionen  Joensuu ekonomiska region  och landskapet Norra Karelen, i den sydöstra delen av landet, 300 km nordost om huvudstaden Helsingfors. Öns area är 5,5 hektar och dess största längd är 0,8 kilometer i sydöst-nordvästlig riktning.